# Потоцька Ірина Олександрівна
Ірина Олександрівна Потоцька (нар. 31 січня 1916 — пом. 7 квітня 2009) — радянська актриса. Заслужена артистка РРФСР (1957).

## Біографія
Ірина Олександрівна Потоцька народилася 31 січня 1916 року. Навчалася у легендарній московській 110-ій школі, де викладав музику її батько, композитор Олександр Іванович Потоцький, а також в училищі при Московській консерваторії по класу рояля. Потім вступила до театрального училища при МХАТі другому (театрі, заснованому Михайлом Чеховим), де її вчителями стали Серафима Бірман, Аркадій Благонравов та інші. Разом із закриттям «з ідеологічних міркувань» МХАТу 2-го в 1936 році припинило своє існування і це училище. Не встигли отримати диплом студенти були прийняті в московські театри. Двадцятирічна Ірина Потоцька — до Центрального театру транспорту ЦДКЖ (у 1959 році він був перейменований на Московський драматичний театр імені М. В. Гоголя). Там вона працювала майже 40 років до виходу на пенсію. На сцені цього театру Ірина Потоцька зіграла не один десяток ролей. Найбільш помітні: Машенька в однойменній п'єсі О. Афіногенова, Евжені («Шельменко-денщик»), Глафіра Фирсівна («Остання жертва»).
Потоцька була характерною актрисою, чудово співала, проявила себе і в амплуа травесті. Завдяки цьому ще наприкінці 30-х років вона паралельно з театром починає працювати на Всесоюзному радіо в редакції мовлення для дітей та юнацтва у режисера Рози Йоффе. Радіо було великою любов'ю Ірини Потоцької, вона продовжувала працювати там і на початку 90-х рр. Вона брала участь у таких радіовиставах: «На графських руїнах», «Пригоди Цибуліно», «Містечко на Міссісіпі», «Казки дядечка Римуса», «Вниз по Чарівній річці». Партнерами Потоцької в цій роботі були Микола Литвинов, Валентина Сперантова, Ростислав Плятт, Галина Іванова, Зінаїда Бокарева, Юлія Юльська, Олексій Консовський і багато інших. Потоцькій довіряли перше виконання своїх творів дитячі письменники та поети — Микола Носов, Валентин Берестов. Останньою роллю Ірини Потоцької на радіо була місіс Марпл в радіопостановці за розповідями Агати Крісті.
Вона також не один десяток років співпрацювала зі студією «Союзмультфільм», її голосом говорять герої багатьох «мультиків».
Ірина Олександрівна Потоцька померла 7 квітня 2009 року в Москві. Похована на Ніколо-Архангельському кладовищі на ділянці Будинку ветеранів сцени імені Яблочкіної в якому пройшов останній рік її життя (ділянка № 11).

## Родина
- Чоловік — поет Марк Соболь (1918—1999). Розійшлися незабаром після народження дочки.
  - Дочка — Марина Потоцька, дитяча письменниця.[2]

## Фільмографія
Озвучування мультфільмів:
1. 1953 — Чарівний магазин
2. 1954 — Стріла летить у казку — хлопчик у кашкеті
3. 1956 — Кораблик
4. 1956 — Чудовий колодязь — Заяць
5. 1958 — Грибок-теремок — Муравей
6. 1958 — Спортландія
7. 1958 — Кицин дім — Кошеня
8. 1959 — Новорічна подорож — Пінгвін
9. 1960 — Гвинтик і Шпунтик — веселі майстри — Гвинтик
10. 1961 — Цибуліно — граф Вишенька
11. 1964 — Дюймовочка — Ластівка
12. 1965 — Світлячок № 6
13. 1980 — Вся справа в капелюсі — Мумі-тролль
14. 1981 — Літо в Мумі-долі — Мумі-тролль
15. 1983 — В Мумі-дол приходить осінь — Мумі-тролль
16. 1984 — Учень чарівника — Вася Вертушінкін та всі дитячі епізодичні ролі  (в титрах не вказано, єдиний голос серед чоловічого колективу акторів озвучування)
17. 1985 — Острів капітанів
18. 1987 — Чарівні дзвіночки — Вася Вертуіинкін

## Аудіопостановки
- 1970 — «Як братик Кролик перехитрив братика Лиса» (грамплатівка) — Братик Кролик
- 1970 — «Витівки братика Кролика» (грамплатівка) — Братик Кролик
- 1962 — «Пригоди Чиполліно» (грамплатівка) — Вишенька (композиція З. Потапової і С. Богомазова, музика М. Пейко. Всесоюзна фірма грамзапису «Мелодія»)
- 1978 — «Неймовірні пригоди Буратіно та його друзів» (грамплатівка) — Буратіно (інсценізація Л. Закшанської, музика О. Рибникова. Всесоюзна фірма грамзапису «Мелодія»)